# 윌리엄 토머스 텃
윌리엄 토머스 텃(영어: William Thomas Tutte, 영어 발음: /ˈwɪljəm ˈtɒməs ˈtʌt/, 1917–2002)은 영국 태생의 수학자이다. 나치 독일의 암호를 해독하는 데 크게 공헌하였고, 그래프 이론과 매트로이드 이론에 핵심적인 정리들을 증명하였다.

## 생애
1917년에 영국 서퍽주의 작은 마을 뉴마켓(영어: Newmarket)에서 태어났고, 아버지는 정원사였다. 케임브리지 대학교 트리니티 칼리지(영어: Trinity College)에 입학하여, 화학을 공부하였고, 1938년에 학사 학위를 수여받았다. 케임브리지 대학교에서 물리화학 석사 학위를 1941년에 수여받았지만, 이후 수학으로 전공을 변경하였다.
제2차 세계 대전 도중, 텃은 영국군 암호 해독부에서 나치 독일의 암호를 해독하였다. 특히, 텃은 로렌츠 암호기계의 암호를 해독하는 데 결정적인 역할을 하였다. 이 암호는 영국에서 "터니"(영어: Tunny)라는 애칭으로 불렸다.
종전 뒤, 텃은 1948년에 케임브리지 대학교에서 수학 박사 학위를 받았다. 같은 해에 해럴드 스콧 맥도널드 콕서터의 주선으로 캐나다 토론토 대학교의 교수가 되었다. 1962년에 워털루 대학교로 옮겼고, 워털루 대학교 조합론·최적화학부(영어: Department of combinatorics and optimization)를 설립하였다.
1985년에 워털루 대학교에서 은퇴하였다. 1994년에 아내 도로시어(영어: Dorothea)가 사망하였고, 이후 텃은 고향 뉴마켓으로 이사하였다. 그러나 2000년에 다시 캐나다로 되돌아갔고, 2년 뒤 2002년 5월 2일 온타리오주 키치너에서 사망하였다.

## 같이 보기
- 수축량

## 참고 문헌
- Younger, D. H. (2012년 12월). “William Thomas Tutte. 14 May 1917 – 2 May 2002”. 《Biographical Memoirs of Fellows of the Royal Society》 (영어) 58: 283–297. doi:10.1098/rsbm.2012.0036.
- Hobbs, Arthur; James Oxley (2004년 3월). “William T. Tutte (1917–2002)” (PDF). 《Notices of the American Mathematical Society》 (영어) 51 (3): 320–330. ISSN 1088-9477.
- Smith, Cedric A. B.; Steve Abbott (2003년 3월). “The story of Blanche Descartes”. 《The Mathematical Gazette》 (영어) 87 (508): 23–33. ISSN 0025-5572. JSTOR 3620560.